# Ченду
Ченду́ (кит. 成都; піньїнь Chéngdū) — місто в південно-західному Китаї, адміністративний центр провінції Сичуань. Населення 14 427 500 осіб (2014).

## Географія
Лежить в долині річки Міньцзян на схід від гір Цюнлайшань.

### Клімат
| Клімат Ченду                                               | Клімат Ченду | Клімат Ченду | Клімат Ченду | Клімат Ченду | Клімат Ченду | Клімат Ченду | Клімат Ченду | Клімат Ченду | Клімат Ченду | Клімат Ченду | Клімат Ченду | Клімат Ченду | Клімат Ченду |
| Показник                                                   | Січ.         | Лют.         | Бер.         | Квіт.        | Трав.        | Черв.        | Лип.         | Серп.        | Вер.         | Жовт.        | Лист.        | Груд.        | Рік          |
| Абсолютний максимум, °C                                    | 18,0         | 22,7         | 30,9         | 32,8         | 36,1         | 36,0         | 37,3         | 37,3         | 35,8         | 29,8         | 24,9         | 20,3         | 37,3         |
| Середній максимум, °C                                      | 9,3          | 11,2         | 15,9         | 21,7         | 26,0         | 28,0         | 29,5         | 29,7         | 25,2         | 20,6         | 15,8         | 10,7         | 20,3         |
| Середня температура, °C                                    | 5,6          | 7,5          | 11,5         | 16,7         | 21,0         | 23,7         | 25,2         | 25,0         | 21,2         | 17,0         | 12,1         | 7,1          | 16,1         |
| Середній мінімум, °C                                       | 2,8          | 4,7          | 8,2          | 12,9         | 17,2         | 20,5         | 22,0         | 21,7         | 18,6         | 14,6         | 9,5          | 4,5          | 13,1         |
| Абсолютний мінімум, °C                                     | −6,5         | −3,5         | −1,2         | 2,1          | 7,4          | 13,2         | 16,8         | 15,7         | 11,6         | 3,2          | −0,1         | −5,9         | −6,5         |
| Норма опадів, мм                                           | 7.9          | 12.1         | 20.0         | 44.2         | 78.5         | 106.8        | 224.5        | 201.1        | 118.8        | 35.2         | 15.9         | 5.2          | 870.2        |
| Вологість повітря, %                                       | 83           | 81           | 79           | 78           | 76           | 81           | 86           | 85           | 85           | 85           | 83           | 84           | 82.2         |
| ---------------------------------------------------------- | ------------ | ------------ | ------------ | ------------ | ------------ | ------------ | ------------ | ------------ | ------------ | ------------ | ------------ | ------------ | ------------ |
| Джерело: China Meteorological Administration (WEB-Archive) |              |              |              |              |              |              |              |              |              |              |              |              |              |

## Історія
Ченду виник в IV столітті до н. е. З 221 по 63 роки до н. е. Ченду був столицею царства Шу, а в період п'яти династій в 908—965 році — столицею царства Хоу Шу (Пізня Шу). На початку нової ери Ченду славився виробництвом парчі й атласу і називався також Цзіньчен («місто парчі»).
У 1644—1646 роках Ченду був зайнятий повстанською армією Чжан Сяньчжуна. З другої половини XVII ст, після завоювання Китаю маньчжурами, став адміністративним центром провінції Сичуань. У вересні 1911 року тут відбулося Сичуанське повстання 1911 року. До 27 грудня 1949 року Ченду знаходився під владою Гоміньдану.
Ченду швидко розвивався під час Другої світової війни, коли тут оселилися біженці зі Східного Китаю, які втекли від японців. Приплив біженців в місто стимулював бізнес і торгівлю, а також сприяв відкриттю кількох університетів і інших вищих навчальних закладів.
2008 року в результаті сильного землетрусу в провінції Сичуань (з епіцентром поблизу Ченду) в місті та прилеглих околицях загинуло близько 4300 осіб і було поранено більше 26 000 осіб, але збиток, нанесений місту, був відносно невеликим.

## Адміністративний поділ
Міський округ поділяється на 12 районів, 5 міст та 3 повіти:
| Карта | Карта      | Карта    | Карта            |
| --- | ---------- | -------- | ---------------- |
| Пенчжоу Дуцзян'ян Чунчжоу Даї Цюнлай Пуцзян ① ② ③ ④ ⑤ ⑥ ⑦ ⑧ ⑨ ⑩ Цзіньтан Цзяньян Шуанлю ⑪ ① Веньцзян ② Піду ③ Сіньду ④ Цінбайцзян ⑤ Лунцюаньї ⑥ Цзіньцзян ⑦ Ченхуа ⑧ Цзіньню ⑨ Цін'ян ⑩ Ухоу ⑪ Сіньцзінь |            |          |                  |
| Статус | Назва      | Оригінал | Населення (2020) |
| Район | Веньцзян   | 温江区   | 967 868          |
| Район | Лунцюаньї  | 龙泉驿区 | 1 346 210        |
| Район | Піду       | 郫都区   | 1 672 025        |
| Район | Сіньду     | 新都区   | 1 558 466        |
| Район | Сіньцзінь  | 新津区   | 363 591          |
| Район | Ухоу       | 武侯区   | 1 855 186        |
| Район | Цзіньцзян  | 锦江区   | 902 933          |
| Район | Цзіньню    | 金牛区   | 1 265 398        |
| Район | Цінбайцзян | 青白江区 | 490 091          |
| Район | Цін'ян     | 青羊区   | 955 954          |
| Район | Ченхуа     | 成华区   | 1 381 894        |
| Район | Шуанлю     | 双流区   | 2 659 829        |
| Місто | Дуцзян'ян  | 都江堰市 | 710 056          |
| Місто | Пенчжоу    | 彭州市   | 780 399          |
| Місто | Цзяньян    | 简阳市   | 1 117 265        |
| Місто | Цюнлай     | 邛崃市   | 602 973          |
| Місто | Чунчжоу    | 崇州市   | 735 723          |
| Повіт | Даї        | 大邑县   | 515 962          |
| Повіт | Пуцзян     | 蒲江县   | 255 563          |
| Повіт | Цзіньтан   | 金堂县   | 800 371          |

## Економіка і транспорт
Крупний транспортний вузол і індустріальний центр. Міжнародний аеропорт Шуанлю. Машинобудування (радіоапаратура, верстати, прилади, інструменти, транспортні засоби, автомобілі, літаки тощо), чорна і кольорова металургія. Хімічна, деревообробна, текстильна, шкіряна, харчова промисловість. Традиційне ремісниче виробництво.

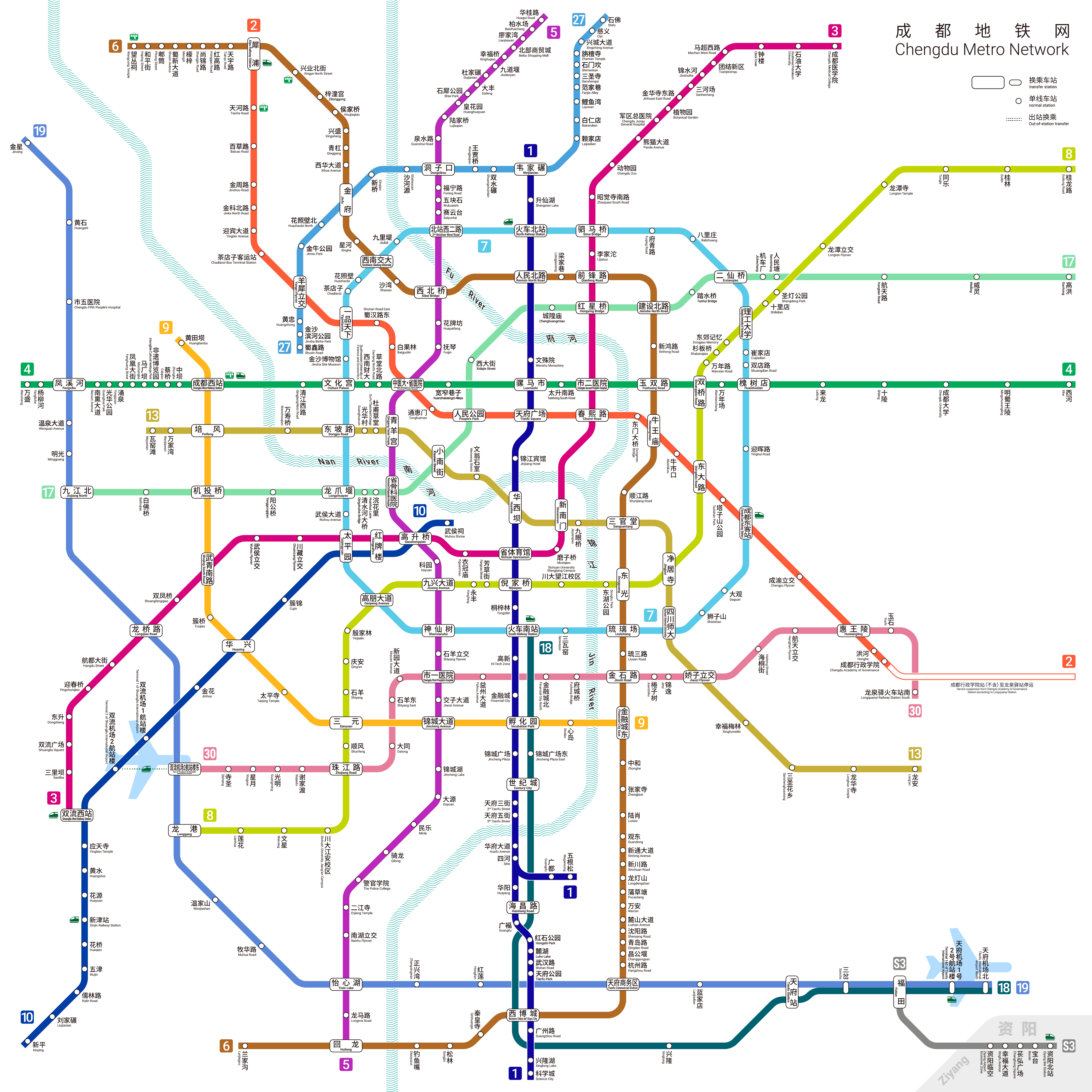
Мережа метро Ченду

Місто завжди було важливим транспортним вузлом, спочатку на водних шляхах (річка Янцзи і її притоки, річки Міньцзян і Туо), згодом — залізничним вузлом. Перша залізниця до Чунціна була побудована 1952 року, залізниця до Баоцзі і Сіаню в провінції Шеньсі — 1955 року, до Куньміну в провінції Юньнань — наприкінці 1960-х, до Анькану (провінція Шеньсі) і Сянфаню (провінція Хубей) — 1978 року.
Шосейні дороги прокладені на північ до Ланьчжоу в провінції Ґаньсу, на північний схід до Сіаню, на південний схід і південь в провінції Гуйчжоу і Юньнань, на південний захід і захід в Тибетський автономний район і на північний захід в провінцію Цінхай. Крім того, швидкісні шосейні дороги пов'язують Ченду з такими великими містами, як Шанхай і Чунцін. Аеропорт Ченду є одним з авіаційних хабів Китаю, з рейсами за кількома міжнародними напрямками, а також в більшість великих китайських міст.
Будівництво метрополітену Ченду почалося в грудні 2005 року. На початок 2018 року збудовано 6 лінії загальною довжиною 179 км і 138 станцій.
2021-го року було відкрито залізницю Ченду — Ліньцан, частину транспортного коридору Ченду — Мандалай — порт Янгон, що має суттєво скоротити час у дорозі для вантажів на шляху до Сичуані.
Цього ж року було закладено сучасний фінансовий діловий район "Jiaozi Park", площею 9,3 км2 , який має на меті створення національного іноваційного фінансового центру міжнародного рівня за рахунок розвитку таких сучасних галузей як фінтех, керування капіталом та цифрові юані, а також різноманіття культурного простору й віртуального споживання.
Навесні 2023-го тут уперше було застосовано систему "єдиної картки" для співробітників: чип-модуль, інтегрований до корпоративного цифрового бейджа, виконує одночасно функції електронного гаманця CBDC та ідентифікатора особи. Він надає доступ працівникам на територію технопарку, дає можливість користуватися ліфтами, оплачувати їжу в їдальні або купувати необхідні товари. Відповідна картка відвідувача парку теж знаходиться у розробці. Її можна буде замовити через онлайн-бронювання на платформі або у терміналах самообслуговування.

## Освіта

### Коледжі та університети
- Сичуанський університет (заснований 1896 року)
- Південно-західний університет Цзяотун (заснований 1896 року)
- Південно-західний університет фінансів та економіки (заснований 1925 року)
- Університет електронної науки і техніки Китаю (заснований 1956 року)
- Сичуанський аграрний університет (заснований 1906 року)
- Технологічний університет Ченду (заснований 1956 року)
- Південно-західний університет нафти (заснований 1958 року)
- Університет традиційної китайської медицини (заснований 1956 року)
- Сичуанська музична консерваторія (заснована 1939 року)
- Університет інформаційних технологій Ченду (заснований 1951 року)
- Університет Сіхуа (заснований 1960 року)
- Університет Ченду (заснований 1978 року)
- Медичний коледж Ченду (заснований 1947 року)

## Спорт
У місті базується футбольний клуб Сичуань, який виступає в Аматорському чемпіонаті Китаю з футболу.

## Визначні місця
- комплекс храму Ухоуци (XVI—XVIII століття)
- палац Цин'янгун («Палац чорного козла», XIII століття)
- монастир Баогуансі
- будинок-музей поета Ду Фу
- музей провінції Сичуань

## Галерея

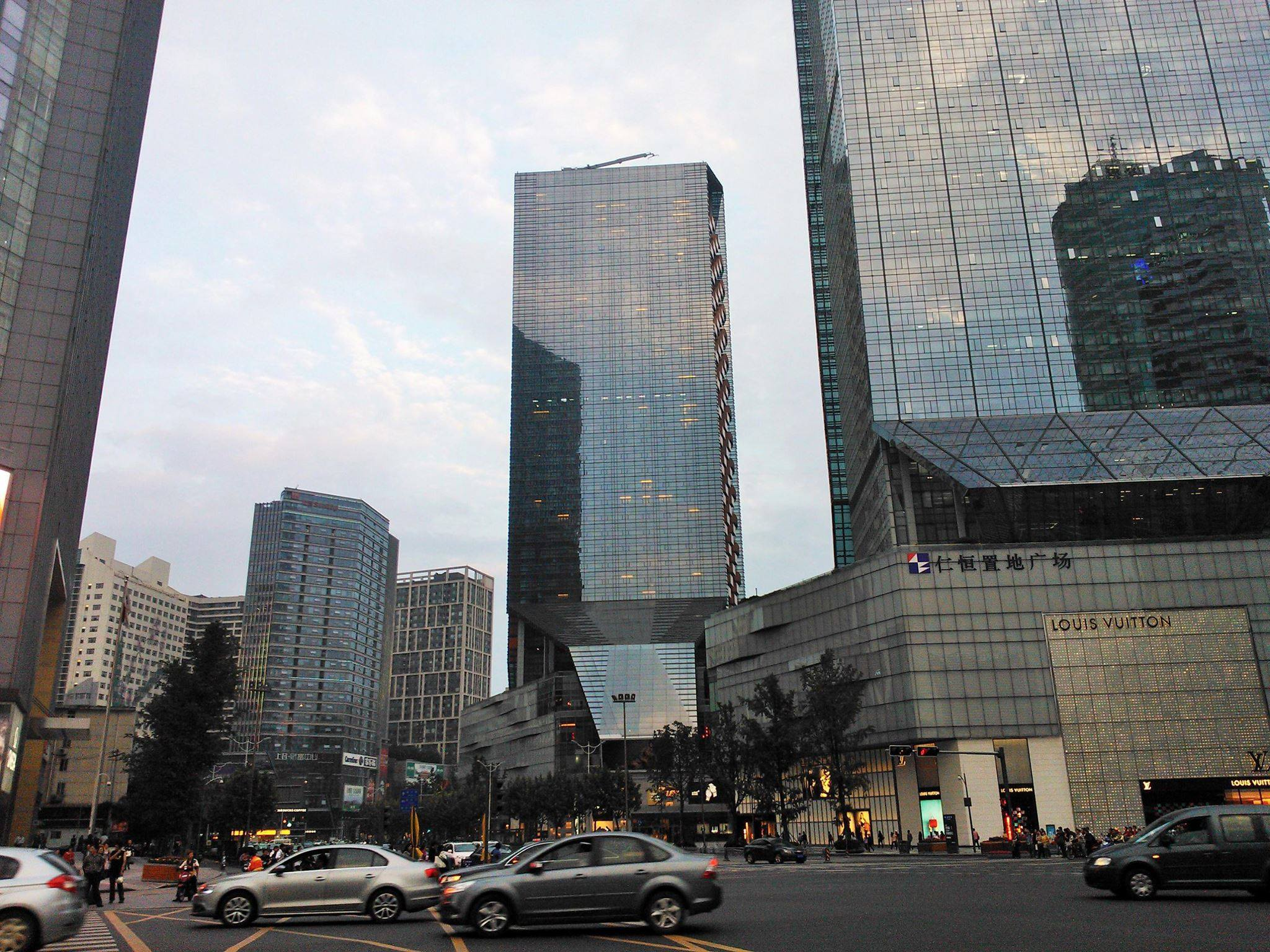
Hongzhaobi, South Renmin Road, Chengdu
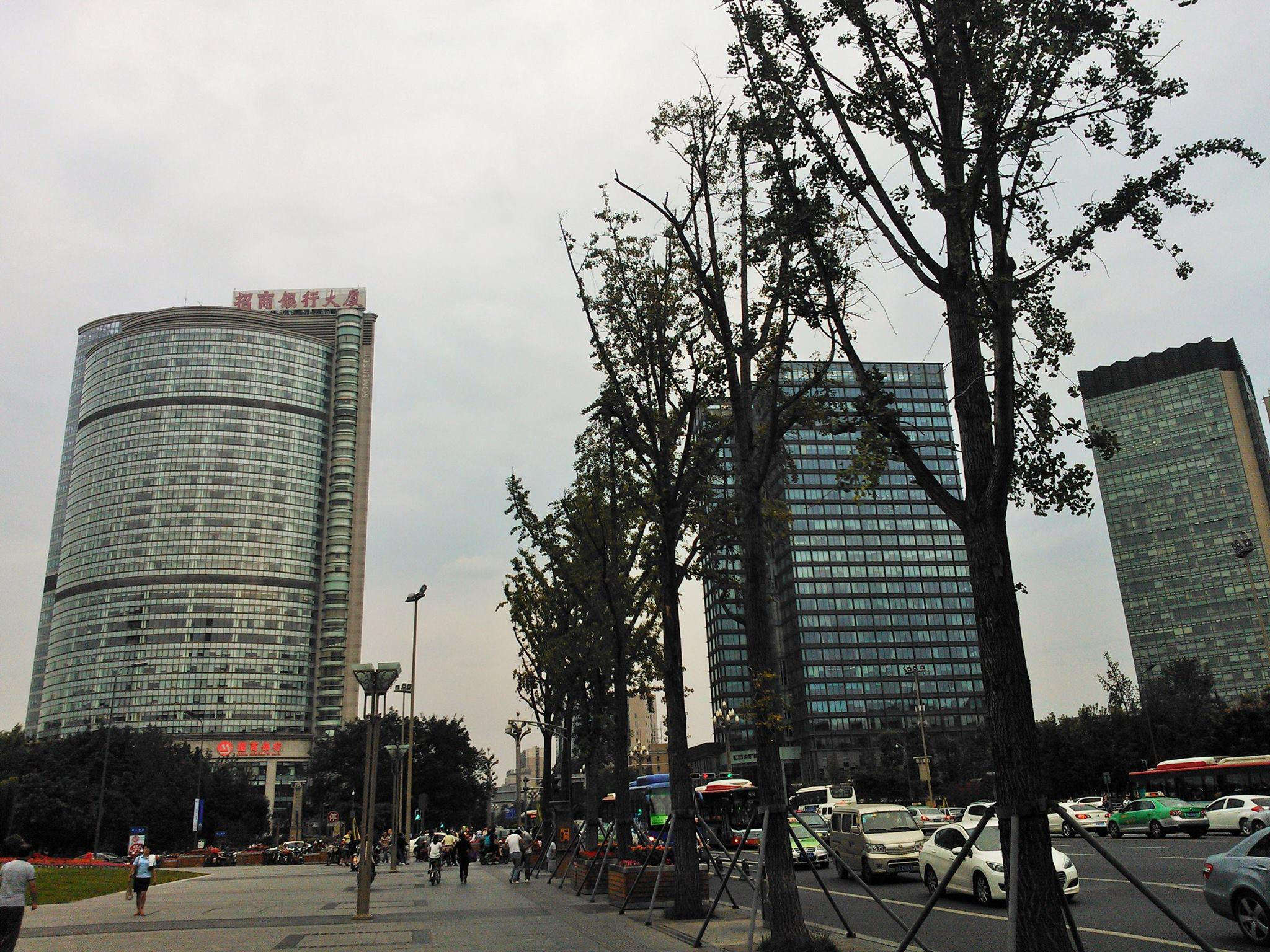
South Renmin Road, Chengdu
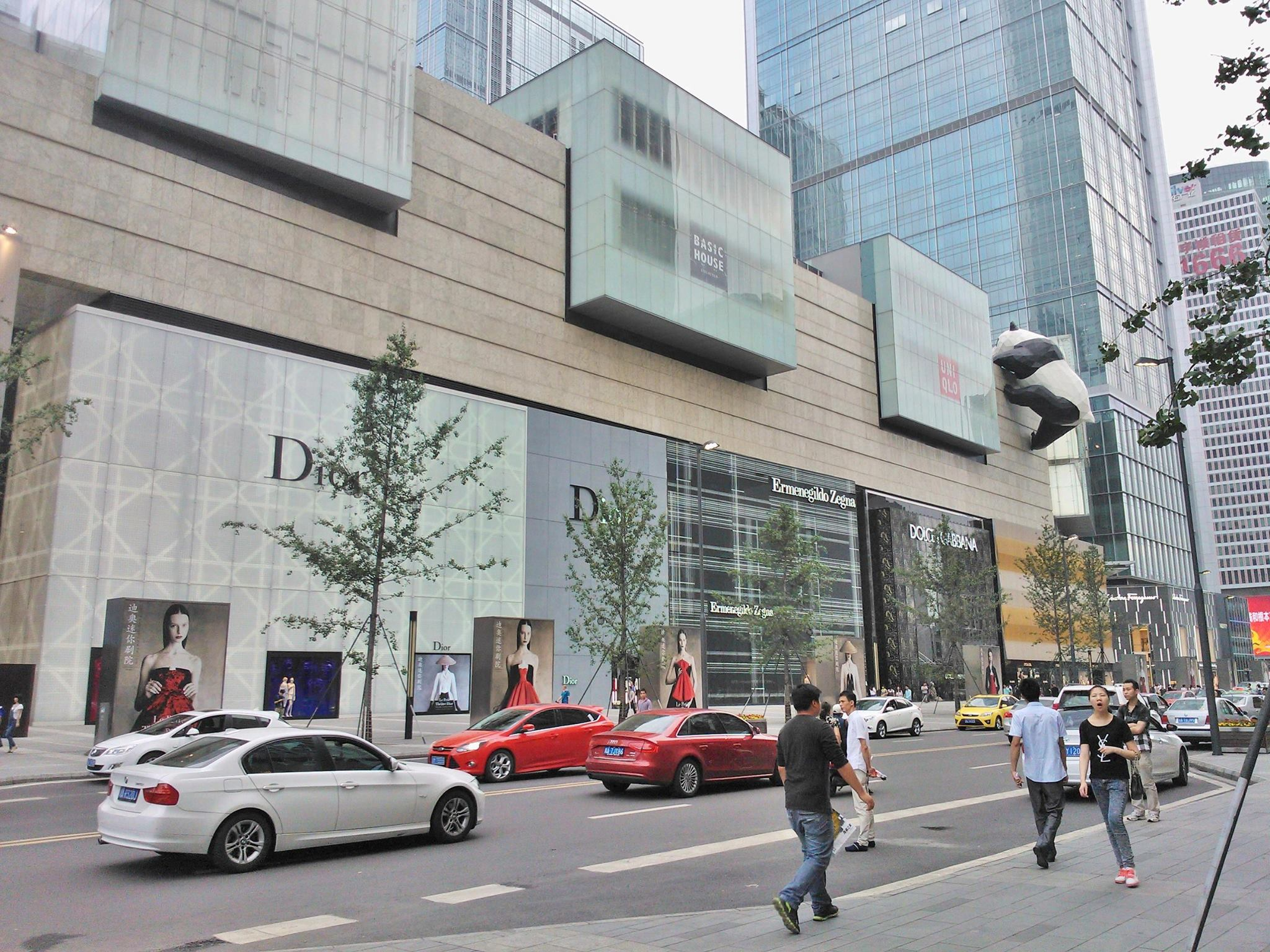
Hongxing Road, Chengdu
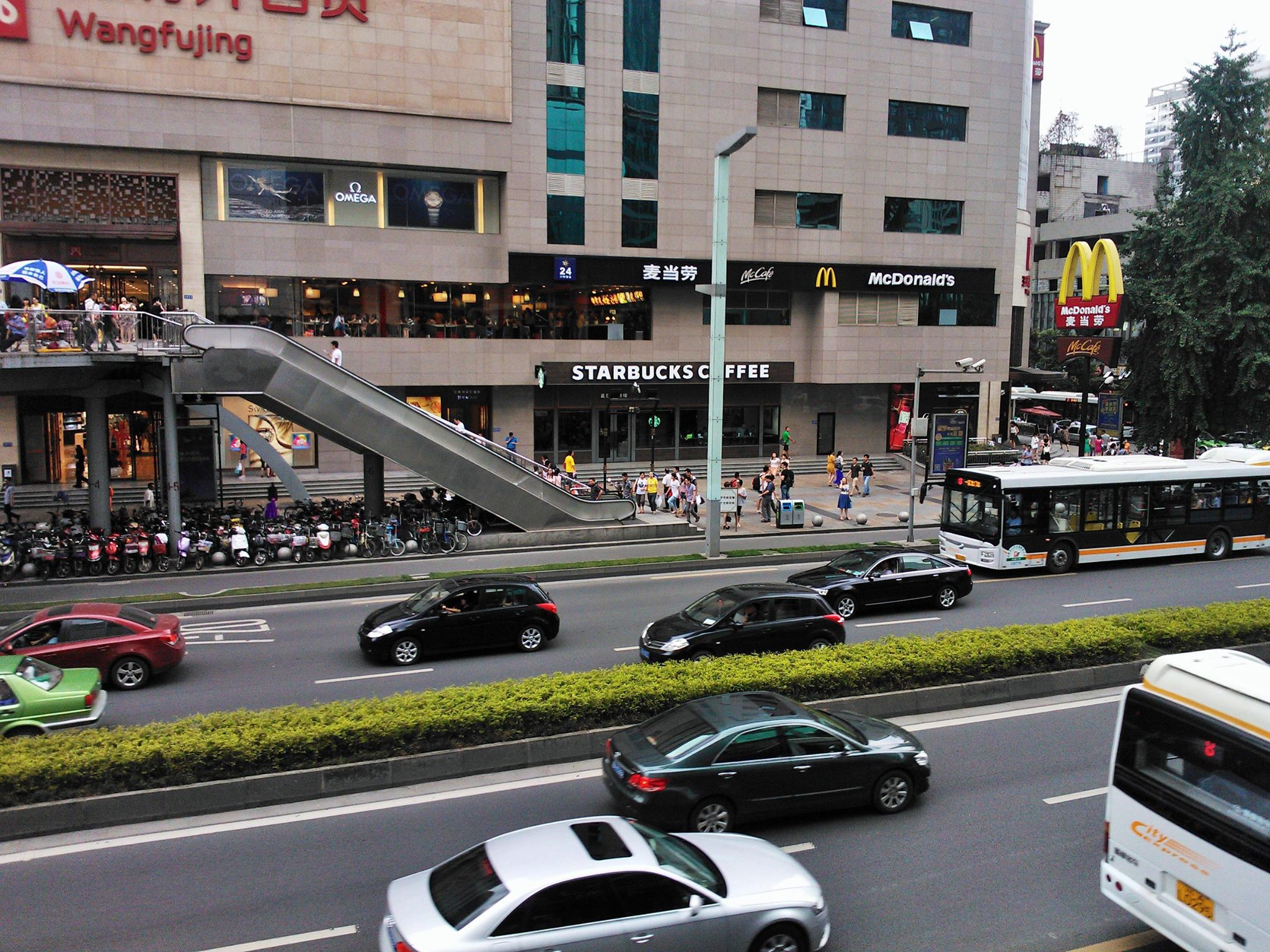
Zongfu Road, Shudu Ave., Chengdu
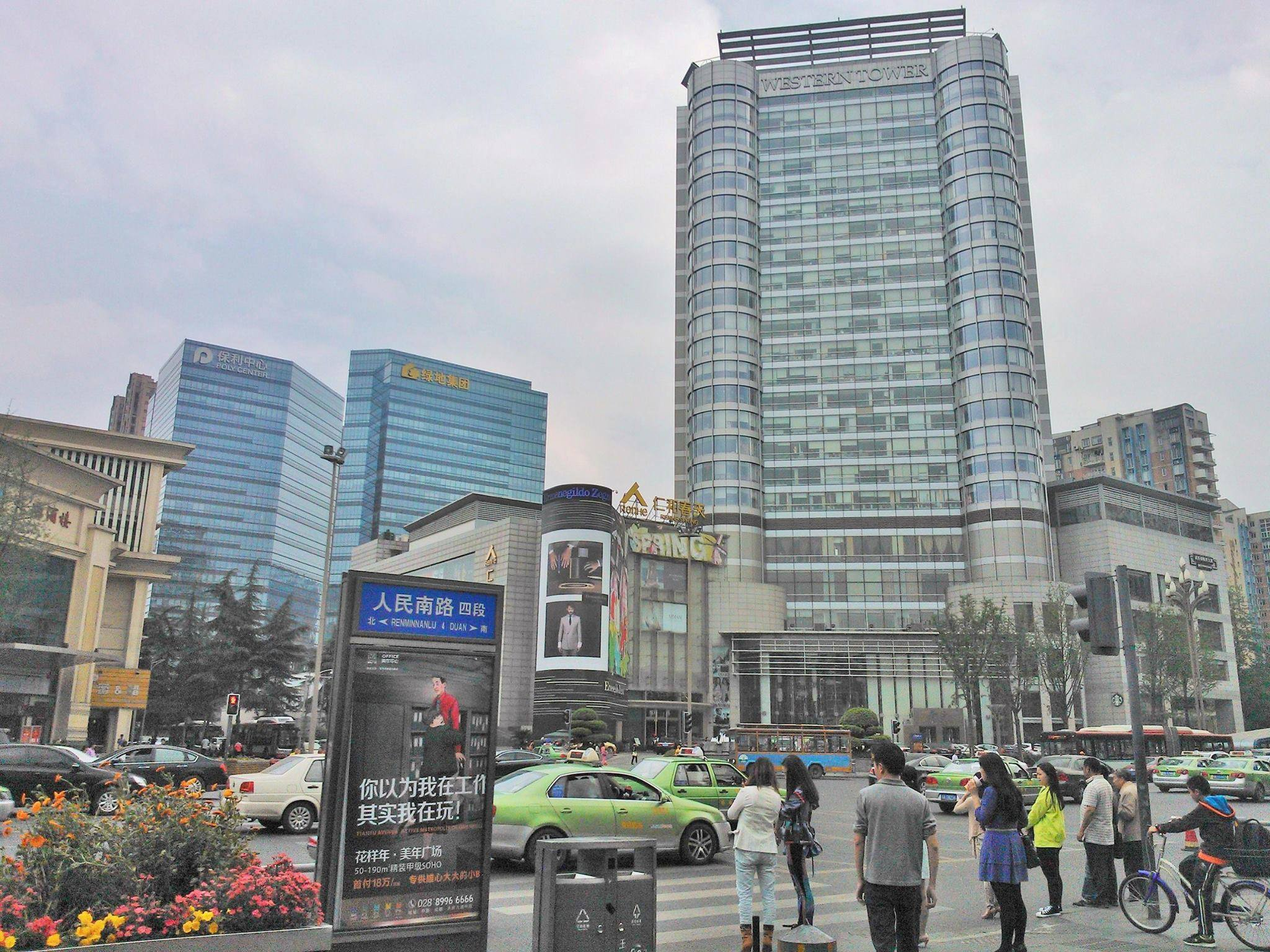
Nijia Qiao, South Renmin Road, Chengdu
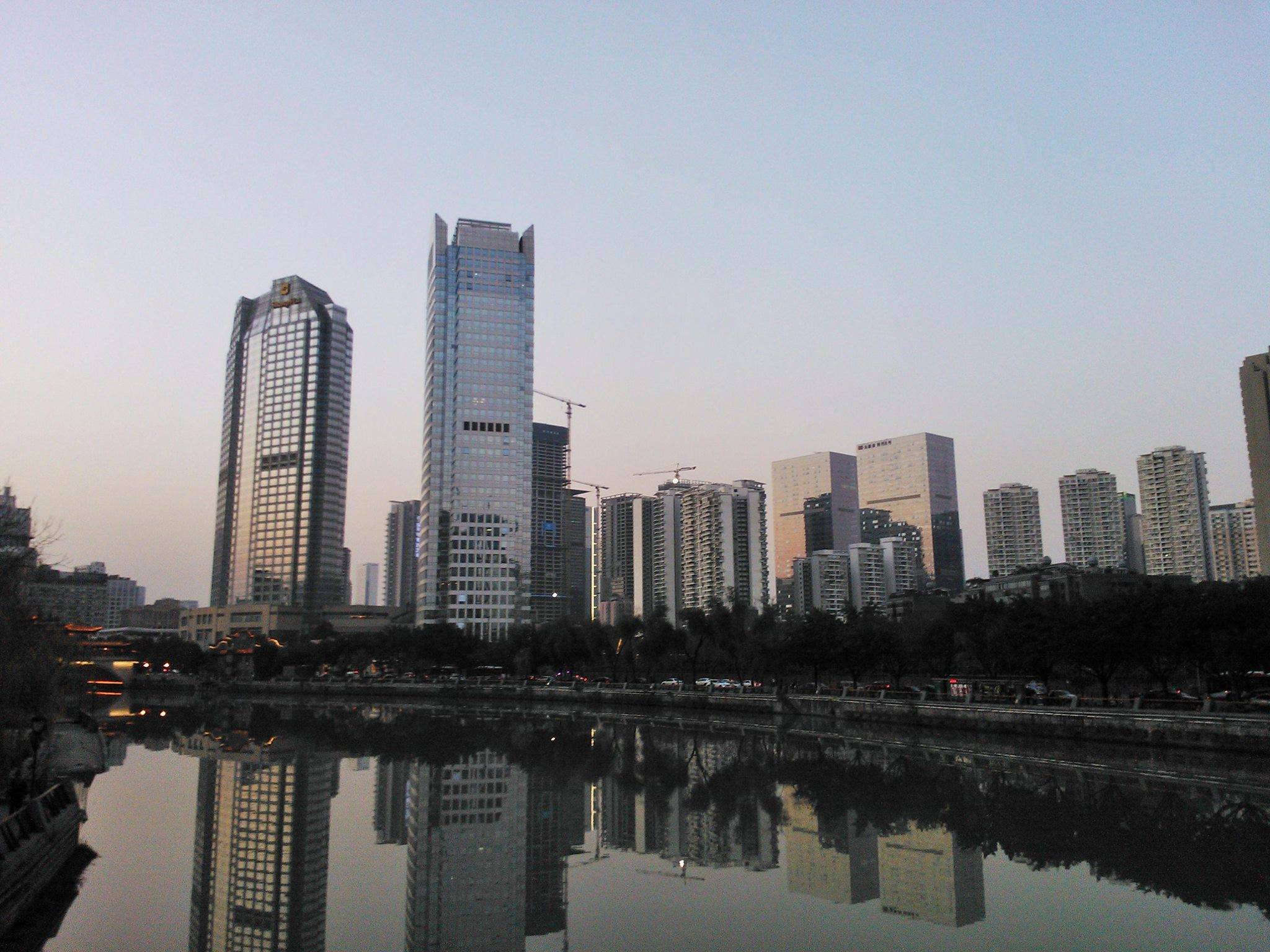
Jin River, Shangri-la Hotel Chengdu
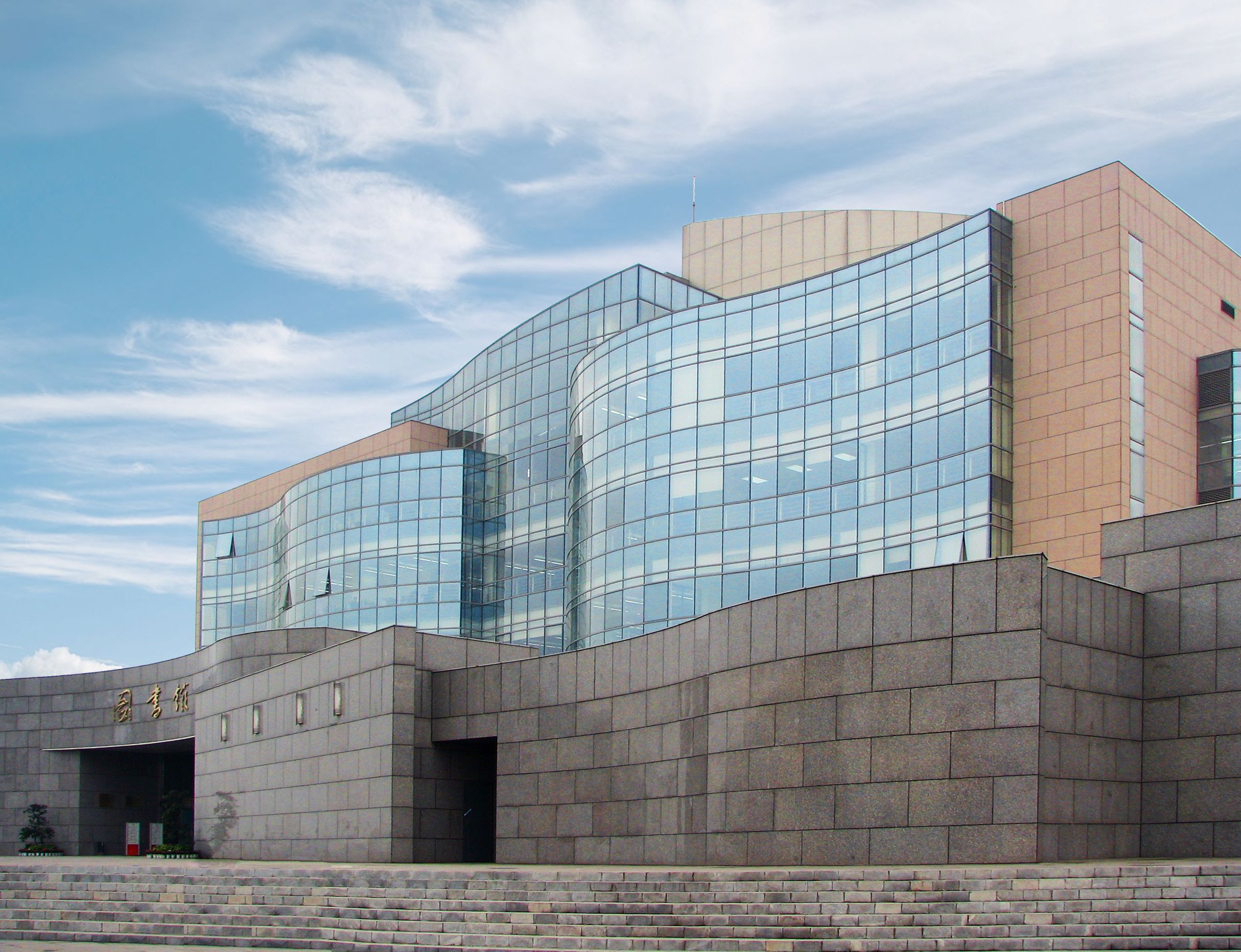
Бібліотека Сичуанського університету
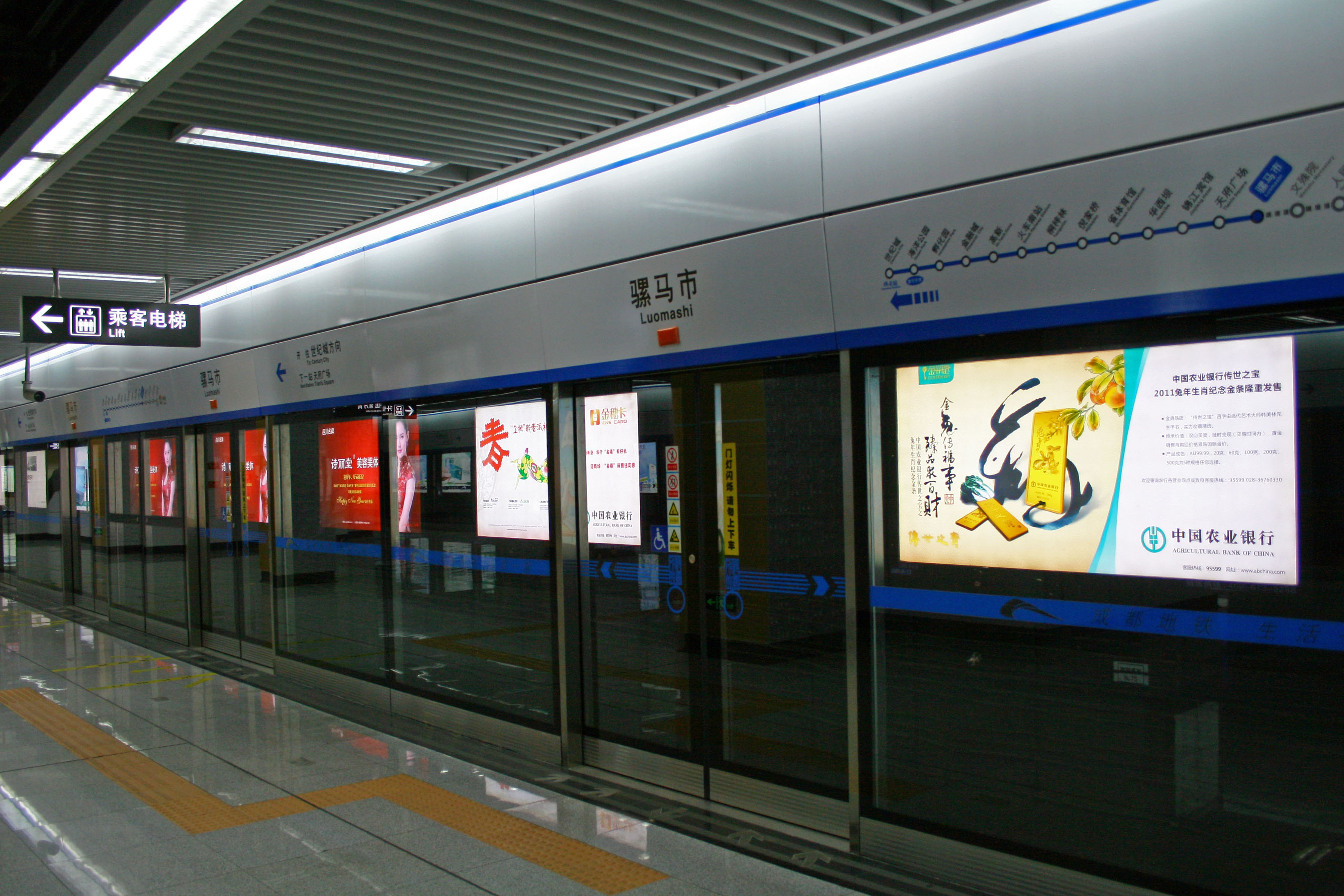
Станція Луомаші метрополітену Ченду
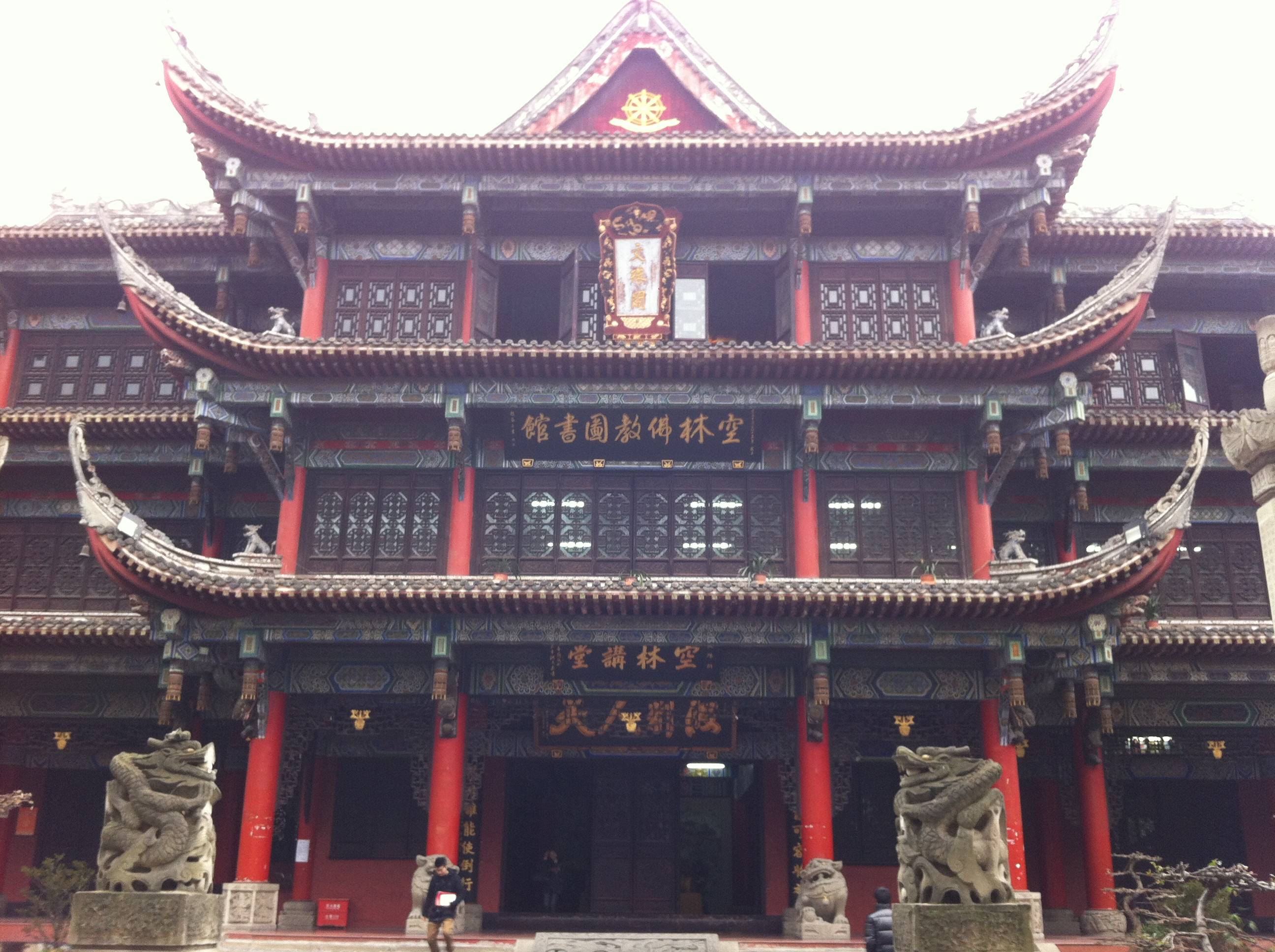
Монастир Веншу
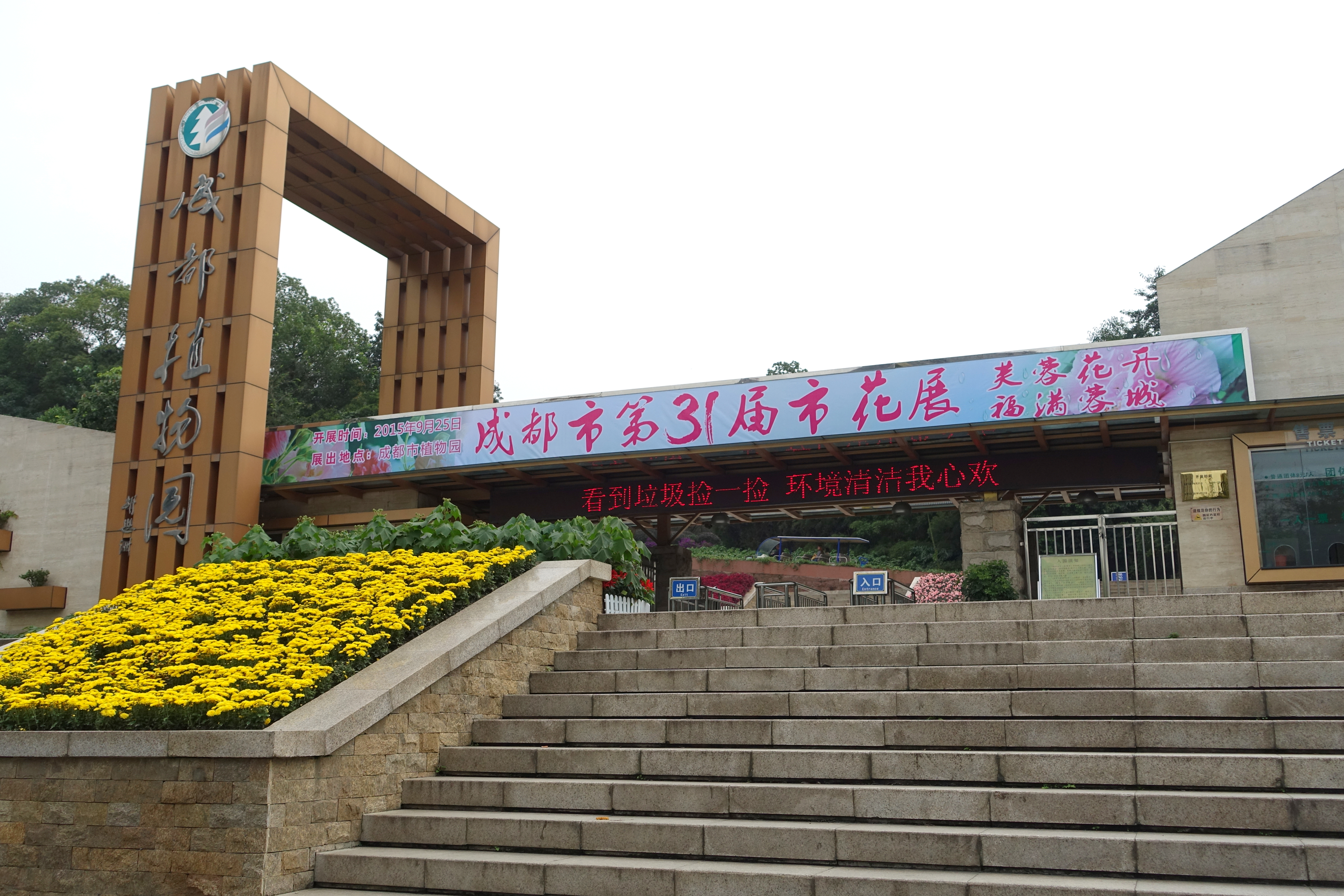
Ботанічний сад Ченду
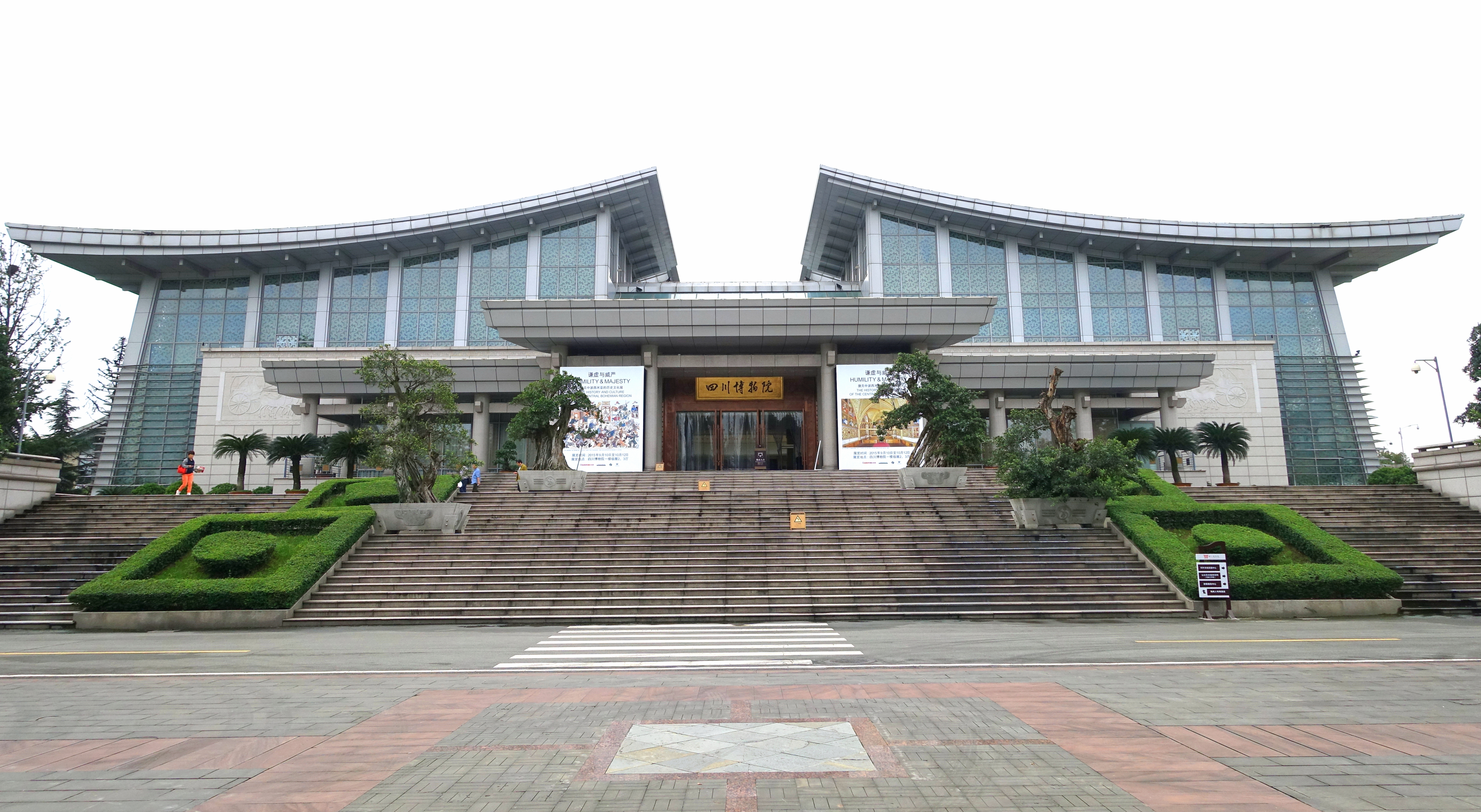
Музей провінції Сичуань
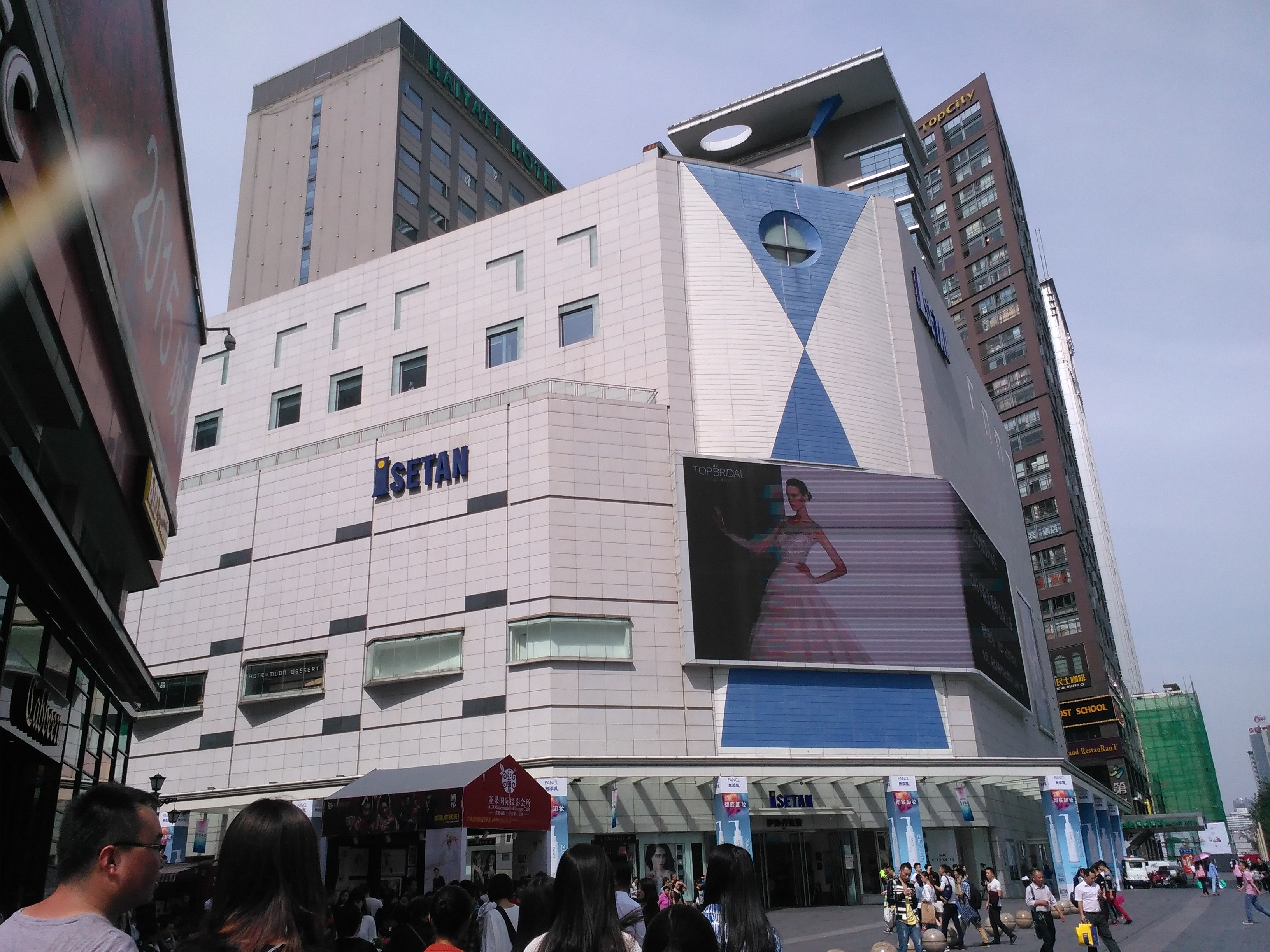
Супермаркет «Ісетан»

## Міста побратими
| Вінніпег | англ. Winnipeg                  | Канада, Манітоба |
| Кимчхон  | кор. 김천시, 金泉市             | Південна Корея   |
| Кофу     | яп. 甲府市                      | Японія           |
| Лінц     | нім. Linz                       | Австрія          |
| Любляна  | словен. Ljubjana                | Словенія         |
| Львів    | укр. Львів                      | Україна          |
| Медан    | індонез. Kota Meda, англ. Medan | Індонезія        |
| Мехелен  | фр. Malines, нід. Mechelen      | Бельгія          |
| Монпельє | фр. Montpellier                 | Франція          |
| Палермо  | італ. Palermo                   | Італія           |
| Фінікс   | англ. Phoenix                   | США, Аризона     |